# Lygodactylus scheffleri
Lygodactylus scheffleri (карликовий гекон Шеффлера) — вид геконоподібних ящірок родини геконових (Gekkonidae). Мешкає в Кенії і Танзанії. Вид названий на честь німецького колекціонера Георга Шеффлера.

## Підвиди
Виділяють три підвиди:
- Lygodactylus scheffleri compositus Pasteur, 1964;
- Lygodactylus scheffleri scheffleri Sternfeld, 1912;
- Lygodactylus scheffleri ulugurensis Pasteur, 1964.

## Поширення і екологія
Карликові гекони Шеффлера мешкають на півдні Кенії та на півночі Танзанії, зокрема в горах Чьюлу та в околицях міста Кібвезі. Вони живуть у вологих тропічних лісах, що ростуть на схилах пагорбів, та в саванах. Ведуть денний, деревний спосіб життя. Відкладають яйця.